# Pirojpur (district)
Pour la ville, voir Pirojpur.
Pirojpur est un district du Bangladesh. Il est situé dans la division de Barisal. La ville principale est Pirojpur.